# Bački Petrovac

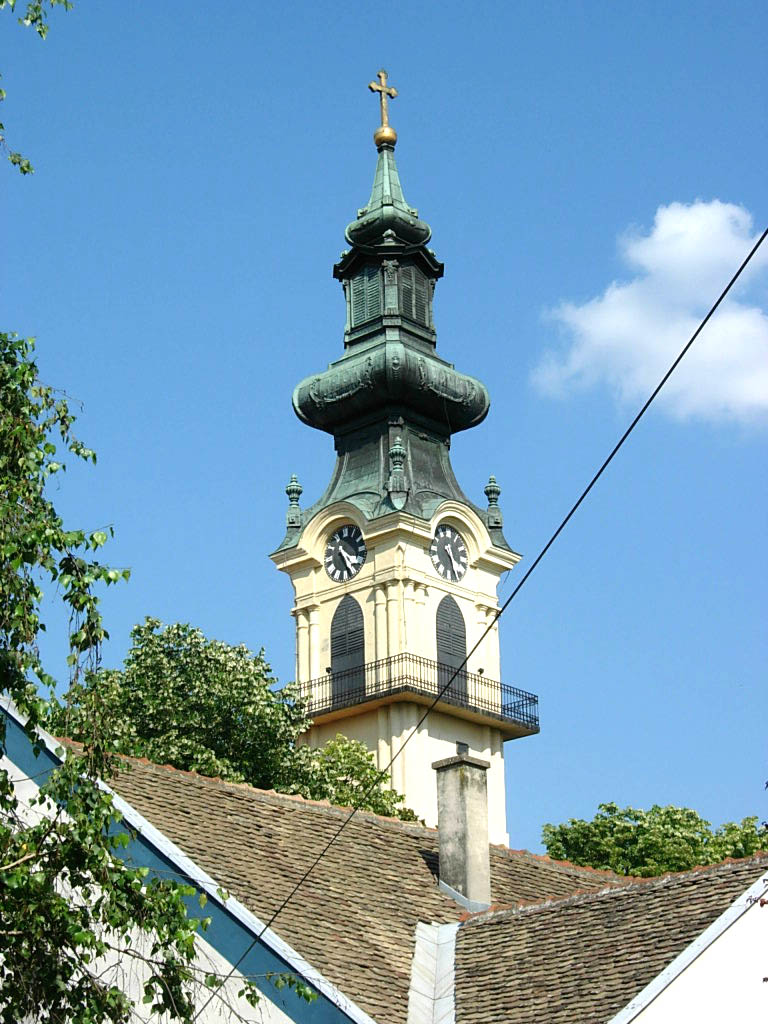
Evangelische Kirche in Bački Petrovac

Bački Petrovac (serbisch-kyrillisch Бачки Петровац, slowakisch Báčsky Petrovec, deutsch: Batschki Peterwatz, ungarisch Petrőc) ist eine Gemeinde und eine Kleinstadt in Serbien, die in der südlichen Batschka der autonomen Provinz Vojvodina liegt.

## Geografische Lage
Die Gemeinde Bački Petrovac hat eine Fläche von 158 km² und ist von vier Gemeinden umgeben. Nördlich grenzt sie an Vrbas, östlich an Novi Sad, südlich an Beočin und westlich an Bačka Palanka.
Zur Gemeinde zählen neben den gleichnamigen Städtchen Bački Petrovac auch noch die Dörfer Gložan, Kulpin und Maglić.
Die Stadt Bački Petrovac nimmt eine Fläche von 88 km² ein. Sie befindet sich ca. 25 km nordwestlich von Novi Sad.
Durch die Gemeinde verläuft der Kleine Batschka-Kanal.

## Demografie

### Einwohnerzahlen
In der Gemeinde Bački Petrovac leben (laut der Volkszählung 2002) 14.681 Menschen, davon 6.727 in der Stadt Bački Petrovac.
Die Bevölkerungsanzahl der übrigen Siedlungen:
- Gložan: 2283
- Kulpin: 2976
- Maglić: 2695

### Ethnische Zusammensetzung
Die Slowaken bilden sowohl in der Gemeinde Bački Petrovac als auch in der Stadt selbst sowie in den Siedlungen Gložan und Kulpin den größten Teil der Bevölkerung. Nur die Ortschaft Maglić ist überwiegend von Serben bewohnt.
- In der Gemeinde Bački Petrovac sind 66,42 % Slowaken, 25,74 % Serben, 1,99 % Jugoslawen, 0,81 % Kroaten, 0,57 % Ungarn und andere Völker beheimatet.
- Die Stadt Bački Petrovac besteht aus 88 % Slowaken, 4,5 % Jugoslawen, 4,4 % Serben, 1,4 % Kroaten, 0,4 % Ungarn, 0,3 % Montenegrinern und weiteren Volksgruppen.
- Im Ort Gložan (slowak.: Hložany) wohnen 86,9 % Slowaken und 6,4 % Serben, Kulpin (slowak.: Kulpin) ist von 71,1 % Slowaken und 21,3 % Serben besiedelt, und in Maglić sind 90 % Serben und 3,7 % Slowaken verzeichnet.

### Religion
Bački Petrovac ist das Zentrum der Protestanten in der Vojvodina. Dabei stellen die evangelischen Christen, die hauptsächlich slowakischer Nationalität sind, die Mehrheit. In allen vier Orten der Gemeinde sind evangelische Kirchen vorhanden.
Die Gemeinde Bački Petrovac setzt sich aus 65,5 % evangelischen Christen, 25,9 % orthodoxen Christen, 1,9 % katholischen Christen u. a. zusammen.

## Geschichte
In der Region um Bački Petrovac gab es schon zu Urzeiten Siedlungen, die im Mittelalter Namen wie „Bodonj“, „Dragovo“, „Bega“ oder „Telek“ trugen und davon zeugen, dass dort schon recht früh Ungarn und Serben lebten. Die erste nachweisbare Erwähnung von „Petrovac“ tauchte im 13. Jahrhundert auf, als dieser Ort zur selbstständigen kirchlichen Gemeinde (mit einer Kirche, die dem Heiligen Petrus gewidmet war) anerkannt wurde.
Zu Zeiten des Rákóczi-Aufstandes (1703 bis 1711) waren alle Orte (Bodonj, Dragovo usw.) – bis auf Petrovac – niedergebrannt und verlassen. Nach Ankunft der Türken (siehe auch: Schlacht bei Mohács (1526)) kam es zu einem Anstieg der serbischen Bevölkerung, gleichzeitig sank die Anzahl anderer Siedler. Ab 1718 gehörte Petrovac zu Futog. Da es in dieser durchaus fruchtbaren Gegend nur wenig Arbeitskräfte gab, zogen in der ersten Hälfte des 18. Jahrhunderts Ungarn dorthin, dazu wurden noch sehr viele slowakische Siedler aus der Slowakei geholt. Diese errichteten 1745 eine slowakische Grundschule in Petrovac. Dann kauften die überwiegend evangelischen Slowaken eine Kirchenglocke, die sie anfangs nur nachts läuten konnten, weil dort der evangelische Glauben keinerlei Rechte hatte. Das änderte sich 1781, als Kaiser Joseph der II. am 13. Oktober das Toleranzpatent für die Orthodoxen und Protestanten bewilligte, wodurch zumindest eine Art Duldung der Religionsausübung erzielt wurde. Des Weiteren wurde noch im selben Jahr, am 1. November, die Leibeigenschaft der Bauern aufgehoben. Daraufhin sind im 19. Jahrhundert zahlreiche slowakische Einrichtungen entstanden. Es wurden eine evangelische Kapelle, eine Sonntagsschule, eine Bibliothek und ein Theater errichtet. Zudem wurden Märke erschlossen. Aus all diesen Gründen, und auch aufgrund des politischen Mitwirkens, entwickelte sich Petrovac nach und nach zum Zentrum des slowakischen nationalen Lebens, wo sich Intellektuelle immer wieder sehr hartnäckig gegen die Magyarisierung wehrten. Als slowakische Schulen durch magyarische ersetzt wurden, die Schließung der Matica slovenská zustande kam, die Gegner und Sprecher nichtmagyarischer Sprachen Verfolgungen fürchten mussten, wurden auch in Petrovac die slowakischen Einrichtungen (Sonntagsschule, Bibliothek) geschlossen, jedoch blieb das slowakische kulturelle Leben trotz allem erhalten.
Nach dem Zerfall der Doppelmonarchie 1918 gehörte Petrovac zur Dunavska Banovina (Banschaft Donau) des neuen SHS-Staats bzw. des Königreichs Jugoslawien. Die Slowaken haben sich auch weiterhin selbstständig organisiert, und dabei eine Zeitungsdruckerei, ein Museum sowie ein Gymnasium gegründet.
Während des Zweiten Weltkriegs wurde die südliche Batschka 1941 an Ungarn angegliedert. Danach folgte die Gründung des Zweiten bzw. Tito-Jugoslawiens (FNRJ/SFRJ). 1974 wurde eine Erweiterung des Autonomiestatus der Vojvodina durch eine Verfassungsänderung erreicht, jedoch wurde dieser Status 1989 durch Slobodan Milošević aufgehoben und erst nach dem Sturz der Regierung teilweise wiederhergestellt.
Nach dem Zerfall Jugoslawiens 1991 hat sich die Situation insgesamt enorm verschlechtert.
Auch wenn die Lage immer noch schwierig ist, so sind heute doch kleine Fortschritte erkennbar. Beispielsweise wurde 2006 in Bački Petrovac der Kanal Begej mit einer Pumpe, die das Wasser in den Kanal einschleust und zur Reinigung dient, ausgestattet. Außerdem stellt Bački Petrovac nach wie vor das slowakische Zentrum, mit einer großen kulturellen, kirchlichen, musikalischen und folkloristischen Vielfalt dar.

## Politik
Teilergebnisse der lokalen Wahlen von 2004 (Sitze):
- Demokratska Stranka (Demokratische Partei)(7)
- G17 Plus (5)
- Zajedno za Vojvodinu (Gemeinsam für Vojvodina) (4)
- Srpska Radikalna Stranka (Serbische Radikale Partei) (5)
- grupa građana za promene (Bürgergruppe für Veränderungen) (3)

## Wirtschaft
Da es sich bei dieser Gegend um ein extrem fruchtbares Gebiet handelt, ist dort natürlich auch die Landwirtschaft sehr stark verbreitet. Zu den größten Einnahmequellen gehört der Hopfen, der inzwischen einen ziemlich hohen Bekanntheitsgrad in der Welt erreicht hat. Ansonsten wird noch z. B. der Anbau von Getreide, Weizen und Hanf betrieben.

## Partnerstädte
- Babušnica (Serbien)
- Martin (Slowakei)
- Nitra (Slowakei)
- Ružomberok (Slowakei)
- Kirchheim unter Teck (Deutschland)

## Persönlichkeiten
In Bački Petrovac wurden der evangelisch-lutherische Theologe, Religionshistoriker und Hochschullehrer Ján Kvačala, der Philosoph und Soziologe Andrej Sirácky und der Philosoph und Historiker Jan Sirácky geboren. Ebenfalls der Schriftsteller Gustáv Maršall-Petrovský (1862–1916). Auch die serbische Fußballnationalspielerin Milena Vuković wurde dort geboren.